# Ten Thousand Fists (singel)
Ten Thousand Fists – jedenasty singel amerykańskiej, nu metalowej grupy Disturbed.

## Lista utworów
1. "Ten Thousand Fists" – 3:33